# Secure copy
Secure Copy, em Português cópia segura, ou simplesmente SCP, é um meio seguro de transferência de arquivos entre um servidor local e um remoto ou entre dois servidores remotos, usando o protocolo SSH.
O termo SCP pode ao mesmo tempo referir-se ao Protocolo SCP ou ao Programa SCP.

## Protocolo SCP
O Protocolo SCP é basicamente idêntico ao protocolo rcp do BSD. Diferentemente do rcp, os dados são cifrados durante a transferência, para evitar que potenciais analisadores de rede possam extrair informações dos pacotes. No entanto o protocolo em si não provê nenhuma autenticação ou segurança; ele depende no protocolo abaixo dele, o SSH, para fazê-lo.
O protocolo SCP apenas implementa a transferência de arquivos. Ele o faz conectando-se ao servidor usando SSH e lá executando um serviço SCP (scp). O programa do servidor SCP geralmente é exatamente o mesmo programa que o cliente SCP.
Para executar um carregamento de arquivos, o cliente fornece ao servidor os arquivos a serem enviados, opcionalmente se pode incluir seus atributos básicos, como por exemplo, suas permissões de acesso. Para fazer o descarregamento de arquivos, o cliente envia um pedido pelos arquivos ou diretórios a serem baixados. Quando se está baixando um diretório, o servidor fornece ao cliente seus sub-diretórios e arquivos. Portanto o download é "orientado ao servidor", o que impõe um risco de segurança, quando se estiver conectado a um servidor malicioso.
Na maioria das aplicações, o protocolo SCP é substituído pelo mais compreensível protocolo SFTP, que também é baseado no SSH.

## O programa SCP
O programa SCP é um cliente que implementa o protocolo SCP, ou seja, é um programa para fazer cópias com segurança.
O cliente SCP mais usado atualmente é o comando scp, que é provido na grande maioria das implementações de SSH. O programa scp é a analogia segura ao comando rcp. O programa scp deve ser parte integrante de todos os servidores SSH que desejam prover o serviço de SCP, assim que o scp funciona como um servidor SCP também.
Algumas implementações do SSH provêm o programa scp2, que usa o protocolo SFTP ao invés do SCP, mas provê exatamente a mesma interface de comandos que o scp. Nestes casos então o scp é uma ligação simbólica para scp2.
Tipicamente a sintaxe do programa scp é parecida com a sintaxe do cp:
```
scp 
/
ArquivoFonte
 
usuário
@
host
:
/
diretório
/
ArquivoAlvo

scp 
usuário
@
host
:
/
diretório
/
ArquivoFonte
 
/
ArquivoAlvo
```

Como o protocolo SCP implementa apenas a transferência de arquivos, clientes GUI de SCP são raros, de maneira que implementá-los requer que funcionalidades adicionais, como listagem de diretórios, sejam implementadas. Clientes GUI de SCP, como WinSCP, tipicamente não são puramente clientes de SCP, de maneira que eles usam diferentes maneiras de implementar as funcionalidades adicionais (como o comando ls). Desta forma isto traz problemas de dependência de plataforma. Portanto pode não ser possível trabalhar com um servidor SCP em particular usando um cliente GUI de SCP, mesmo que você seja capaz de trabalhar com o mesmo servidor usando um cliente tradicional de linha de comando.
Ferramentas mais compreensíveis para o gerenciamento de arquivos sobre SSH são os clientes SFTP.

## Implementações

### Servers
- OpenSSH

### Clientes

#### Windows
- PuTTY PSCP (command-line)
- WinSCP (GUI)
- FileZilla (GUI)
- Private Shell (GUI, command line)

#### Linux
- OpenSSH (command-line)
- fish:// KIO para o Konqueror e KDE (GUI)
- gFTP (GUI, linha de comando, pacote padrão do SuSE)
- SecPanel (GUI)
- gRCM (Gnome GUI)
- gSTM (Gnome GUI SSH Tunneling)
- HotSSH (GUI)

#### Mac OS X
- Fugu (GUI)